# Tegenaria mamikonian
Tegenaria mamikonian là một loài nhện trong họ Agelenidae.
Loài này thuộc chi Tegenaria. Tegenaria mamikonian được Paolo Marcello Brignoli miêu tả năm 1978.